# Lady Miss Kier
Lady Miss Kier is de artiestennaam van zangeres en dj Kierin Kirby (Youngstown, 15 augustus 1963). Kier werd bekend als zangeres en stijlicoon bij de housegroep Deee-Lite. Deze scoorde in 1990 een wereldhit met Groove Is in the Heart. Na het uiteenvallen van deze band werd ze actief als dj. Haar verschijning was spraakmakend; ze werd nog weleens "De Nieuwe Barbarella" genoemd door haar uiterlijke gelijkenis met het personage van Jane Fonda. Ze werd in 2010 door het blad Elle benoemd tot een van de 25 invloedrijkste stijliconen uit de muziek.

## Biografie
Kierin Kirby werd geboren in Youngtown in Ohio, maar groeide op in Pittsburgh. Op haar negentiende verhuisde ze naar New York om voor modeontwerpster te studeren. Toen ze in 1986 schoenen moest ontwerpen voor muzikant Dmitry Brill. Het klikte en de twee kregen een relatie. Hoewel Kierin tot dan toe nooit had gezongen, begonnen ze zelf ook muziek op te nemen. In 1987 richtten ze met Towa Tei de groep Deee-Lite op. Daarbij werd Kierin verantwoordelijk voor de kleding en styling. Met Deee-Lite wist het drietal wereldfaam te verwerven met het album World Clique (1990) en de hit Groove Is in the Heart. Het succes was mede te danken aan de opvallende verschijning van Lady Miss Kier. Met haar plateauzolen, ouderwetse make-up en retrokapsel werd ze in korte tijd een stijlicoon. In 1990 sierde ze de voorkant van het blad Vogue. 
Na nog twee albums viel Deee-Lite in 1995 uiteen. Dit kwam mede door de scheiding tussen Lady Miss Kier en Brill. Ze wilde een solocarrière starten, maar deze kwam niet van de grond door juridisch problemen. Met haar platenmaatschappij lag ze in de clinch over de muziek die ze wilde uitbrengen. Door contractuele verplichtingen zat ze klem tussen de wensen van Elektra Records en haar eigen stijl. Ze nam door de jaren heen songs op maar deze verschenen nooit. Ze verhuisde naar Londen om als dj aan de slag te gaan. Als zangeres trad ze zo nu en dan op. Zo was ze te gast op het album Magnetic (1998) van Jonny L en het album Essence (2000) van A Guy Called Gerald. Ook werkte ze samen met Bootsy Collins en George Clinton. In 2003 klaagde ze Sega aan omdat ze vond dat haar verschijning was gebruikt voor het spel Space Channel 5. Deze zaak verloor ze echter.
In 2005 nam ze het nummer Bulletproof op als protest tegen de oorlog in Irak. Ze begon voorts een blog waarmee ze nieuwtjes op het gebied van politiek en muziek onder de aandacht brengt. Sinds 2012 treedt ze weer op met oude nummers van Deee-Lite. 